# Ayutthaya (provincie)
Ayutthaya, officiële naam: Phra Nakhon Si Ayutthaya is een provincie in het centrale gedeelte van Thailand. In december 2002 had de provincie 748.243 inwoners, Ayutthaya is daarmee qua bevolking de 33e provincie van het land. De oppervlakte bedraagt 2556,6 km², Ayutthaya is daarmee de 62e provincie qua omvang in Thailand. De provincie ligt op ongeveer 76 kilometer van Bangkok. Ayutthaya grenst aan Ang Thong, Saraburi, Pathumthani, Nonthaburi, Nakhon Pathom en Singburi.

## Provinciale symbolen
|  | Het provinciale zegel van Ayutthaya toont het paviljoen van koning Ramathibodi I. De provinciale bloem is Sesbania aculeata en de provinciale boom is Cordia dichotoma. |

## Geschiedenis
De provincie kan bogen op een lange geschiedenis. In de 14e eeuw ontstond hier het Koninkrijk Ayutthaya met als hoofdstad Ayutthaya. Dit koninkrijk viel in 1767 na de verovering en verwoesting van de hoofdstad door een Birmees leger.

## Politiek

### Bestuurlijke indeling
De provincie is onderverdeeld in 16 districten (Amphoe), die weer onderverdeeld zijn in 209 gemeenten (tambon) en 1328 dorpen (moobaan).
| Amphoe \| 1. Phra Nakhon Si Ayutthaya 2. Tha Ruea 3. Nakhon Luang 4. Bang Sai 5. Bang Ban 6. Bang Pa-in 7. Bang Pahan 8. Phak Hai \| 9. Phachi 10. Lat Bua Luang 11. Wang Noi 12. Sena 13. Bang Sai 14. Uthai 15. Maha Rat 16. Ban Phraek \| | |
| 1. Phra Nakhon Si Ayutthaya 2. Tha Ruea 3. Nakhon Luang 4. Bang Sai 5. Bang Ban 6. Bang Pa-in 7. Bang Pahan 8. Phak Hai | 9. Phachi 10. Lat Bua Luang 11. Wang Noi 12. Sena 13. Bang Sai 14. Uthai 15. Maha Rat 16. Ban Phraek |